# Unione Sportiva Sangiovannese 1975-1976
Questa voce raccoglie le informazioni riguardanti l'Unione Sportiva Sangiovannese nelle competizioni ufficiali della stagione 1975-1976.

## Rosa
| N. |                      | Ruolo | Calciatore           |
| -- | -------------------- | ----- | -------------------- |
|    | Italia (bandiera)    | C     | Pietro Bencini       |
|    | Italia (bandiera)    | C     | Romualdo Bernardini  |
|    | Italia (bandiera)    | D     | Alessandro Campani   |
|    | Argentina (bandiera) | P     | Walter Ciappi        |
|    | Italia (bandiera)    | A     | Fiorenzo Cimenti     |
|    | Italia (bandiera)    | D     | Vincenzo Cinquegrana |
|    | Italia (bandiera)    | A     | Sandro Coco          |
|    | Italia (bandiera)    | D     | Luciano De Luca      |
|    | Italia (bandiera)    |       | Dilaghi              |
|    | Italia (bandiera)    | C     | Luciano Facchini     |
|    | Italia (bandiera)    | P     | Antonio Izzo         |
|    | Italia (bandiera)    | D     | Vincenzo Leccese     |

| N. |                   | Ruolo | Calciatore          |
| -- | ----------------- | ----- | ------------------- |
|    | Italia (bandiera) | D     | Bruno Macchia       |
|    | Italia (bandiera) | D     | Nello Menciassi     |
|    | Italia (bandiera) |       | Nocentini           |
|    | Italia (bandiera) | D     | Roberto Onori       |
|    | Italia (bandiera) | C     | Stefano Palmieri    |
|    | Italia (bandiera) | A     | Riccardo Pieracci   |
|    | Italia (bandiera) | C     | Luciano Ravenni     |
|    | Italia (bandiera) | C     | Giovanni Tognaccini |
|    | Italia (bandiera) |       | Trunzo              |
|    | Italia (bandiera) | A     | Marco Vastini       |
|    | Italia (bandiera) | A     | Raffaele Vitali     |
|    | Italia (bandiera) | C     | Luciano Zanardello  |